# Daniël Mackay (1878-1962)
Daniël baron Mackay (Winterswijk, 17 maart 1878 - Soest, 21 maart 1962) was een Nederlandse burgemeester.

## Leven en werk
Mackay, lid van de familie Mackay, werd in 1878 geboren als zoon van de burgemeester van Winterswijk Theodoor Philip Mackay en Juliana Anna van Lijnden. Mackay was aanvankelijk marineofficier en bereikte de rang van luitenant ter zee 1e klasse. In 1907 werd hij gemeenteontvanger van Ede. In 1912 werd hij benoemd tot burgemeester van Voorburg. Daarna vervolgde hij zijn bestuurlijke carrière in Nederlands-Indië, waar hij in 1917 burgemeester van Medan werd. In 1931 keerde hij terug naar Nederland en werd burgemeester van Enkhuizen. Van 1935 tot 1946 was hij burgemeester van Meppel, met een onderbreking van 1940 tot 1945 tijdens de Tweede Wereldoorlog. Hij kwam al snel vanwege zijn anti-Duitse houding in conflict met de Duitse bezetter en werd afgezet als burgemeester. Hij werd vervolgens geïnterneerd als Indisch gijzelaar in Buchenwald. Na de Tweede Wereldoorlog was hij nog tot zijn pensionering in 1946 burgemeester van Meppel.
Mackay heeft zich ingezet voor de belangen van de zuiderzeevissers. Hij was voorzitter van de Koninklijke Schippersvereniging Schuttevaer. Mackay was Officier in de Orde van Oranje Nassau. Hij was drager van het Expeditiekruis met den gesp Atjeh 1896-1900 en van het Kruis van Verdienste van het Nederlandse Rode Kruis. Hij huwde drie maal, respectievelijk met Helene Hommel, Marie Françoise Lamaison en Anna Minke Weijer.